# Parfait

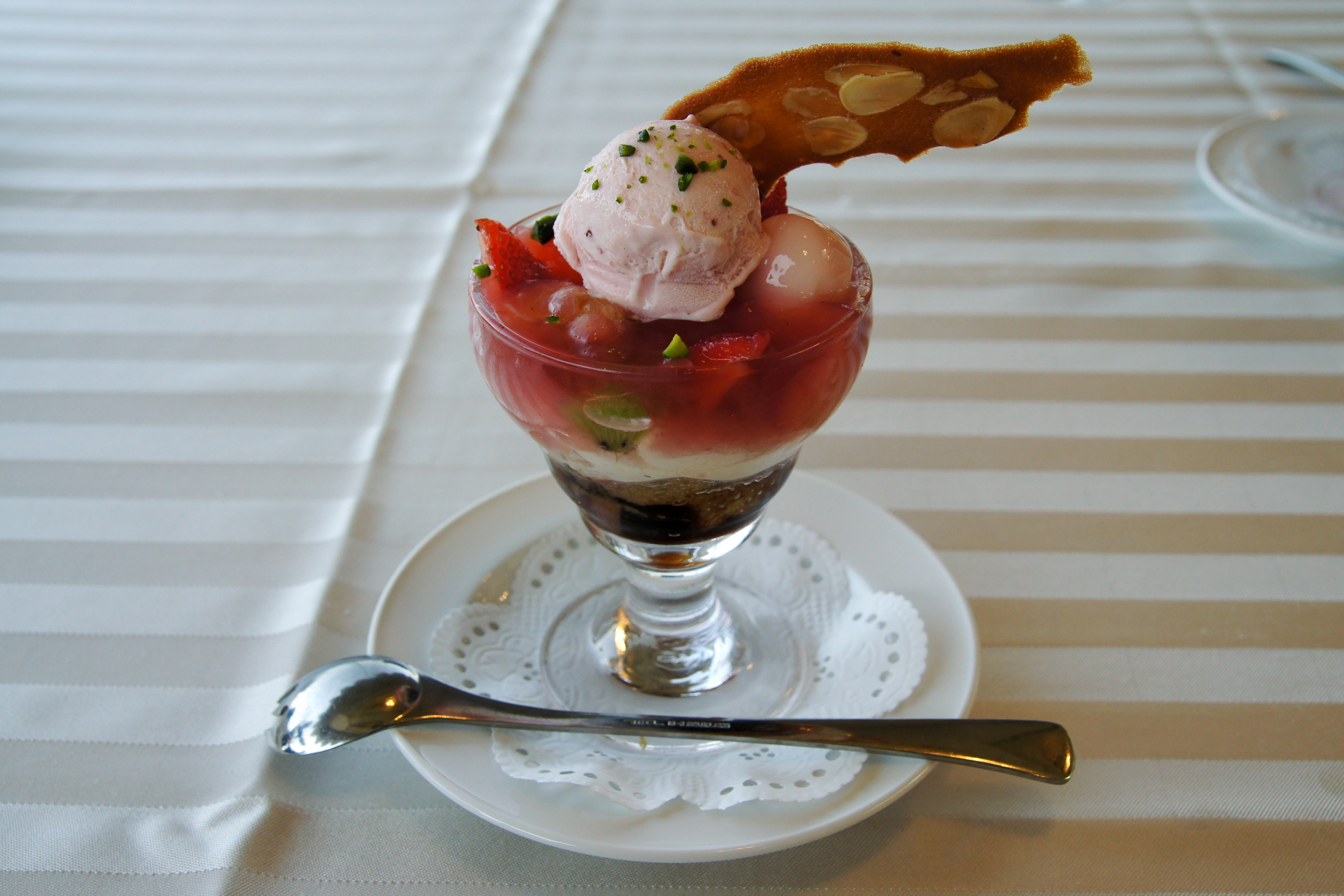
Parfait kiểu Mỹ nhiều lớp ở Tokyo, Nhật Bản.

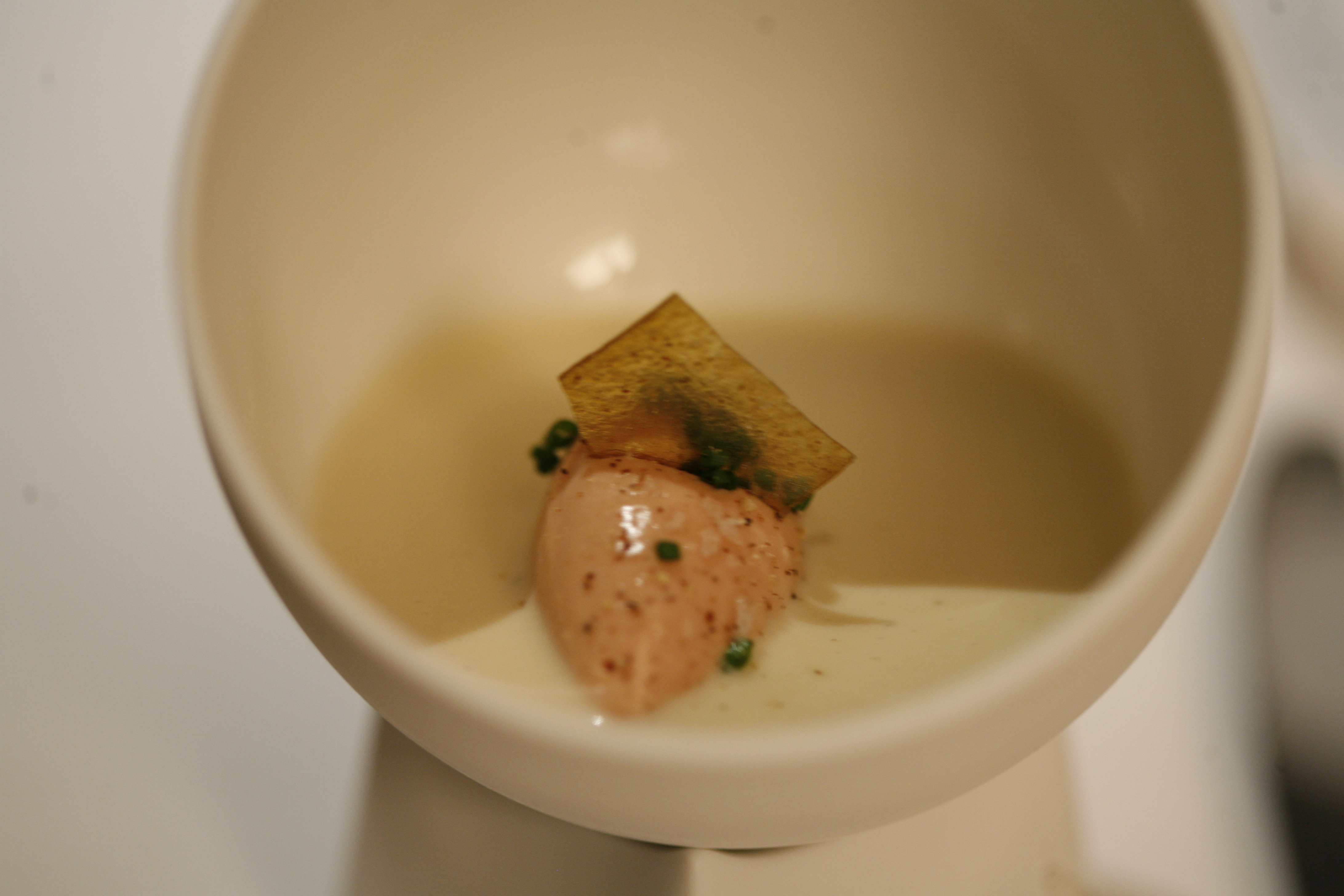
Thạch chim cút, kem nephrops norvegicus và parfait gan béo tại nhà hàng The Fat Duck.

Parfait (/pɑːrˈfeɪ/, also UK: /ˈpɑːrfeɪ/, tiếng Pháp: [paʁfɛ] ⓘ; nghĩa là "hoàn hảo") là một trong hai loại tráng miệng. Ở Pháp, nơi bắt nguồn của món ăn này, parfait được làm bằng cách đun sôi kem, trứng, đường và xi-rô để tạo ra một hỗn hợp nhuyễn giống như sữa trứng. Phiên bản Mỹ của món này bao gồm các lớp được phân biệt bằng cách bao gồm thành phần nguyên liệu như granola, quả kiên, sữa chua và rượu mùi, phủ lên trên là trái cây hoặc kem tươi đánh bông. Công thức lâu đời nhất được nhiều người biết đến có từ năm 1894.

## Pháp
Tại nước Pháp, parfait dùng để chỉ một món tráng miệng đông lạnh được làm từ xi-rô đường, trứng và kem.

## Vương quốc Anh
Ngay tại Vương quốc Anh, parfait có thể dùng để chỉ một loại pa tê thường được làm từ gan (gà hoặc vịt) và làm ngọt bằng rượu mùi.

## Mỹ và Canada
Tại nước Mỹ, parfait dùng để chỉ món tráng miệng kiểu Pháp truyền thống hoặc một biến thể phổ biến gọi là parfait kiểu Mỹ, được làm bằng cách xếp lớp kem parfait, kem lạnh và đôi khi là trái cây. Món này thường được thưởng thức trong một ly thủy tinh cao nhưng cũng có thể là một ly ngắn và chắc. Thủy tinh trong suốt cho phép nhìn thấy các lớp của món tráng miệng. Lớp phủ bên ngoài thường được tạo ra bằng kem tươi đánh bông, trái cây tươi hoặc đóng hộp hay rượu mùi.
Xu hướng gần đây ở bên Mỹ và Canada đã giới thiệu những loại parfait không chứa kem hoặc rượu mùi. Chúng được làm bằng cách đơn giản là lớp sữa chua với granola, quả kiên và/hoặc trái cây tươi (như đào, dâu tây hoặc việt quất).  Phiên bản này đôi khi được gọi là parfait sữa chua hoặc parfait trái cây. Cũng có thêm cả món parfaits thuần chay nữa.